# Doubt (Fernsehserie)
Doubt (deutsch Zweifel)  ist eine US-amerikanische Fernsehserie. Sie wurde vom Sender CBS ab 15. Februar 2017 ausgestrahlt, jedoch bereits nach  nur zwei Episoden aufgrund unzulänglicher Einschaltquoten wieder abgesetzt. Da alle dreizehn Folgen der ersten und einzigen Staffel bereits Monate vor Ausstrahlung fertiggestellt waren, wurden die verbliebenen elf Episoden im Sommer 2017 ausgestrahlt.

## Inhalt
Die Serie folgt Katherine Heigl in der Hauptrolle von Sadie Ellis, einer brillanten Anwältin, die sich in ihren Mandanten, gespielt von Steven Pasquale, verliebt, einen altruistischen Kinderchirurgen, der kürzlich beschuldigt wurde, seine Freundin vor 24 Jahren ermordet zu haben.

## Besetzung

### Hauptbesetzung
- Katherine Heigl als Sadie Ellis
- Dulé Hill als Albert Cobb
- Laverne Cox als Cameron „Cam“ Wirth
- Dreama Walker als Tiffany Simon
- Kobi Libii als Nick Brady
- Steven Pasquale als William „Billy“ Brennan
- Elliott Gould als Isaiah Roth

### Nebenbesetzung
- Judith Light als Carolyn Rice
- Lauren Blumenfeld als Lucy Alexander
- Tara Karsian als Tanya
- Ben Lawson als DA Peter Garrett
- Cassidy Freeman als ADA Audrey Burris
- Patrick Fischler als ADA Alan Markes

## Produktionshintergrund
Die Serie wurde ursprünglich für die TV-Saison 2015–2016 entwickelt, wobei KaDee Strickland ursprünglich die Hauptrolle Sadie Ellis spielte und Teddy Sears in der Rolle des William Brennan zu sehen war. Nach Sichtung dieser Version wurde jedoch bekannt gegeben, dass das Projekt nicht in Serie gehen wird, stattdessen umbesetzt werde, wobei Heigl und Pasquale nun die Hauptrollen übernehmen würden.

## Rezeption
Axel Schmitt vom Branchenportal Serienjunkies.de stellt der Pilotepisode ein negatives Zeugnis aus. Er meint: „Das einzig Gute an der Pilotepisode der neuen CBS-Serie Doubt ist die Tatsache, dass sie vor und hinter der Kamera Fortschritte in Richtung Diversität und Akzeptanz macht. Leider wurde dabei vergessen, eine kohärente Geschichte mit spannenden Charakteren zu erzählen.“ sowie  „Problematisch ist überdies der Ton der Serie, der sich kaum einordnen lässt. Mal will man luftig-leichtes, unbeschwertes Genrefernsehen sein, mal todernstes Drama. In einem Augenblick frotzeln die Charaktere miteinander, im anderen müssen sie vor Gericht für einen U-Bahn-Schubser und Mörder argumentieren, der unter paranoider Schizophrenie leidet.“